# Will Sanders
Will Sanders (ur. 9 maja 1965 w Venlo, Holandia) – muzyk pochodzenia holenderskiego, od 1986 roku mieszkający w Niemczech. Waltornista-solista Orkiestry Symfonicznej Radia Bawarskiego w Monachium (Symphonieorchester des Bayerischen Rundfunks), Orkiestry Festiwalowej w Bayreuth, wykonawca Solo Zygfryda, kameralista zespołu German Brass.
Profesor klasy waltorni w Hochschule für Musik Karlsruhe oraz Konserwatorium Muzycznego w Maastricht, w 2012 roku przyjął stanowisko profesora wizytującego Akademii Muzycznej w Krakowie.

## Studia
Sanders ukończył klasę waltorni prof. Ericha Penzela w Konserwatorium Muzycznym w Maastricht z najwyższą oceną.

## Kariera wykonawcza
- 1985–1986: waltornista-solista European Union Youth Orchestra pod dyrekcją Claudio Abbado
- 1986–1988: waltornista-solista Orkiestry Operowej w Mannheim
- 1988–1990: waltornista-solista Orkiestry Radiowej SWR Baden-Baden – Freiburg (SWR Sinfonieorchester Baden-Baden und Freiburg)
- 1990: waltornista-solista Orkiestry Symfonicznej Radia Bawarskiego w Monachium (Symphonieorchester des Bayerischen Rundfunks)

Koncerty w roli pierwszego waltornisty, którymi dyrygowali m.in.: Leonard Bernstein, Lorin Maazel, Claudio Abbado, Daniel Barenboim, Riccardo Muti, Carlos Kleiber, Bernard Haitink, James Levine, Zubin Mehta, Georg Solti.
Współpraca
- 1992–1997: waltornista-solista Orkiestry Festiwalowej w Bayreuth; wykonawca Solo Zygfryda
- Waltornista-solista Wiedeńskich Filharmoników (Wiener Philharmoniker) oraz czołowych orkiestr niemieckich.
- Zespoły kameralne: German Brass, German Horn Ensemble, Linos Ensemble, Wind Art Ensemble.

## Działalność pedagogiczna
- Od 1995: profesor klasy waltorni Konserwatorium Muzycznym w Maastricht
- Od 2000: profesor klasy waltorni w Hochschule für Musik Karlsruhe
- Od 2012: profesor wizytujący klasy waltorni Akademii Muzycznej w Krakowie.
- W 2015 wśród zaproszonych artystów i wykładowców International Horn Symposium w Los Angeles
- Inicjator (od 2004 r.) corocznego International Horn Festival Hornweek (w 2015 w Krakowie).

Osiągnięcia absolwentów
- laureaci międzynarodowych konkursów (m.in. ARD)
- ponad 90 absolwentów zatrudnionych w orkiestrach, w tym grający z czołowymi orkiestrami świata (m.in. Berliner Philharmoniker, Chicagowską Orkiestrą Symfoniczną, Concertgebouw Amsterdam, Los Angeles Philharmonic, NDR Sinfonieorchester Hamburg, Symphonieorchester des Bayerischen Rundfunks, WDR Sinfonieorchester Köln, Opera Frankfurt, SWR Radio-Sinfonieorchester Stuttgart, Radio Philharmonisch Orkest, Opera Hamburg, Gustav Mahler Chamber Orchestra, Sydney Opera, Lucerne Festival Orchestra i in.)
- kilkoro absolwentów jest wykładowcami uczelni muzycznych (Hannover, Los Angeles, Kraków, Tokyo i in.).

Prowadzący grupy waltorni orkiestr młodzieżowych:
- Bundesjugendorchester
- Junge Deutsche Philharmonie
- JONDE Spanish Youth Orchestra
- Simon Bolivar Foundation Orchestra Gustavo Dudamela
- Young Artists Festival Bayreuth.

Kursy mistrzowskie w krajach:
Niemcy, USA, Włochy, Hiszpania, Szwajcaria, Holandia, Australia, Brazylia, Wenezuela, Korea Płd, Grecja, Łotwa, Belgia, Portugalia, Kolumbia, Szwecja, Czechy, Japonia.
Członek jury międzynarodowych konkursów

## Działalność konstruktorska instrumentów
Konsultant wytwórni ustników firmy JK.
Konsultant wytwórni waltorni firmy Cornford.

## Dyskografia
Kilkaset nagrań CD, DVD, telewizyjnych i radiowych. Wybrane nagrania:
| Kompozytor                           | Utwór                   | Współwykonawcy |
| ------------------------------------ | ----------------------- | --- |
| W.A. Mozart                          | IV Hornkonzert KV 495   | Will Sanders (waltornia), SWR Baden-Baden und Freiburg, dyr. M.Gielen, CD                                                                        |
| J. Brahms                            | Horntrio Es-dur op. 40  | Konstantin Stoianow (skrzypce), Will Sanders (waltornia), Gilead Mishory (fortepian), CD                                                         |
| R. Wagner                            | Trankrypcje             | German Horn Ensemble: I Will Sanders, II Norbert Dausacker, III Stefan Dohr, IV Xiao-Ming Han, V Rainer Jurkiewicz, VI Georg Schreckenberger, CD |
| J.S. Bach                            | Msza h-moll             | Bayerische Rundfunk, dyr. C. M. Giulini, DVD |
| R. Strauss                           | Don Juan                | Bayerische Rundfunk, dyr. L. Maazel, CD |
| R. Strauss                           | Rosenkavalier Suite     | Bayerische Rundfunk, dyr. L. Maazel, CD |
| R. Strauss                           | Sinfonia Domestica      | Bayerische Rundfunk, dyr. L. Maazel, CD |
| R. Strauss                           | Also sprach Zarathustra | Bayerische Rundfunk, dyr. L. Maazel, CD |
| R. Strauss                           | Tod und Verklärung      | Bayerische Rundfunk, dyr. L. Maazel, CD |
| G. Mahler                            | IX Symfonia D-dur       | Bayerische Rundfunk, dyr. L. Maazel, DVD |
| P. Czajkowski                        | V Symfonia e-moll       | Bayerische Rundfunk, dyr. L. Maazel, DVD |
| D. Szostakowicz                      | X Symfonia e-moll       | Bayerische Rundfunk, G. Solti, DVD |
| D. Szostakowicz                      | IX Symfonia Es-dur      | Bayerische Rundfunk, G. Solti, DVD |
| F. Mendelssohn                       | IV Symfonia A-dur       | Bayerische Rundfunk, G. Solti, DVD |
| J. Brahms                            | IV Symfonia e-moll      | Bayerische Rundfunk, dyr. L. Maazel, DVD |
| J. Brahms                            | I Symfonia c-moll       | SWR Baden-Baden und Freiburg, dyr. M. Gielen, CD                                                                                                 |
| G. Mahler                            | X Symfonia Fis-dur      | SWR Baden-Baden und Freiburg, dyr. M. Gielen, CD                                                                                                 |
| J. Haydn                             | Muzyka kameralna        | Linos Ensemble, CD |
| W.A. Mozart, L. Janáček, F. Schubert | Muzyka kameralna        | Linos Ensemble, CD |
| A. Dvořák                            | IX Symfonia e-moll      | Bayerische Rundfunk, dyr. L. Maazel, DVD |
| R. Wagner                            | Opery                   | Festiwal w Bayreuth dyr. m.in. D. Barenboim (1992-97), DVD                                                                                       |